# Фуэрос
Фуэ́рос (исп. fueros, мн.ч. от fuero; порт. foraes — право, привилегия) — общий свод законов в государствах Пиренейского полуострова, относящихся ко всем подданным государства, а также законы, подтверждающие права провинций и муниципалитетов. Название происходит от латинского слова forum в значении суд, право или рынок.

## Фуэрос общегосударственные
Первое известное фуэро — «Вестготская правда» (лат. Forum judicum), созданное в 654 году и в XIII веке получившее название «Фуэро Хусго». Другое фуэро общего характера было издано в 1254 году королём Кастилии Альфонсом Х («Фуэро Реаль»). Эти фуэрос выпускались с целью унификации законодательства во всём королевстве, однако на самом деле в различных районах Кастилии в них постоянно вносились местные изменения.

## Фуэрос провинций и личные
Отдельной группой фуэрос являлись хартии феодальных вольностей отдельных провинций (Арагона, Наварры, Басконии), обнародованные в XIV веке, а также отдельных сословий и фамилий (например, фуэрос кастильских рыцарей 1135—1138 годов).

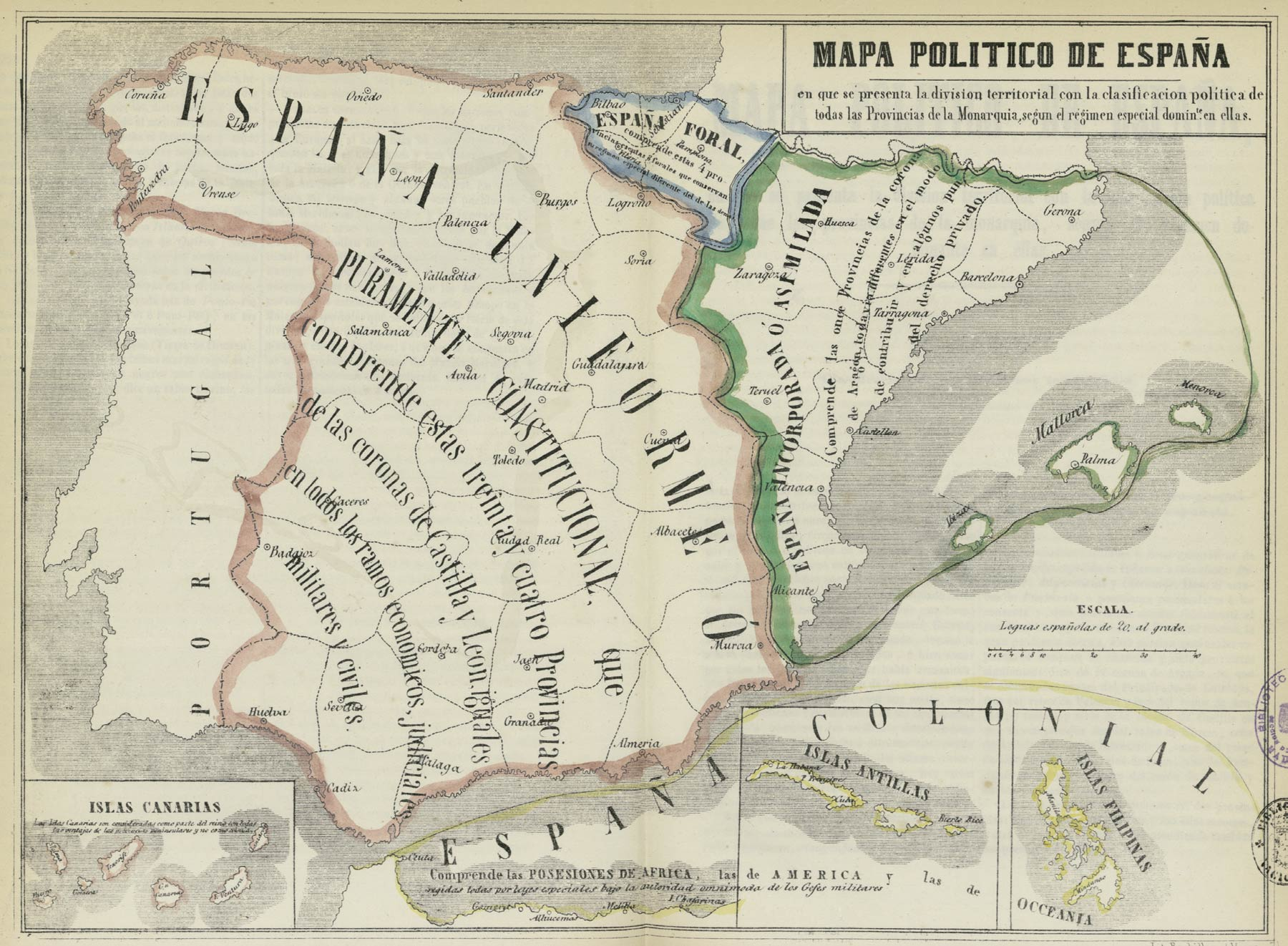
Испания в 1850 г.

## Фуэрос городские
Муниципальные фуэрос были самыми многочисленными. Они известны с IX века. В них записывались пожалования и привилегии, а также права и обязанности жителей городских и сельских общин. Особенно широко предоставление муниципальных фуэрос происходило в XI—XIII веках и было связано с Реконкистой. Постепенно, с отвоевыванием всё новых земель у мавров, требовалось их экономическое освоение и военная защита. Поэтому с целью привлечения новопоселенцев королём, а иногда и крупными феодальными сеньорами (например, графами Кастилии) или церковью (что впоследствии также должно было быть утверждено королём), им предоставлялись особые права и преимущества. В некоторых случаях сам город вырабатывал свои фуэрос, которые затем утверждались королём (например в Мадриде).
В начале Реконкисты первые фуэрос фиксировали лишь границы и местонахождение поселения, затем сюда уже входил статус поселенцев, освобождение их от феодальных повинностей (например, барщины), устанавливались подати, оговаривалось право на самоуправление (избрание муниципалитета, создание местной милиции), а также определялись права сеньора. Изменить фуэрос сеньор мог лишь с согласия всех жителей поселения. Практически каждый город и прилегающие к нему селения имели свои фуэрос.
В некоторых случаях фуэрос какого-либо города служили образцом для других городов королевства. В Арагоне это было фуэро города Теруэль (1178 год). В Кастилии фуэро города Куэнки (1189 год) было принято также в Сории, Саламанке, Бе́харе, Алькале и других городах. С целью защиты своих прав от посягательств королевской власти испанские города объединялись в особые союзы — эрмандады. Так, в эрмандаду, образованную в 1295 году входило 32 города Леона и Галисии.
Во времена объединения Испании городские общины поддерживали короля в борьбе с феодальной анархией, однако в то же время тщательно соблюдали сохранение своих прав. Наиболее крупным в защиту фуэрос было восстание Комунерос в 1520—1522 годах, после подавления которого королевское правительство отменило значительную часть городских фуэрос.
Вплоть до XIV века фуэрос в испанских государствах были основной формой законодательства. В XIV—XV веках местные фуэрос применялись наравне с королевскими законами. Впоследствии, с усилением централизации государства, фуэрос всё более теряли, а в объединённой Испании совсем утратили свою действенную силу.